# Francesco Jovine
Francesco Jovine est un écrivain italien né à Guardialfiera le 9 octobre 1902 et mort à Rome le 30 avril 1950 .

## Biographie
Il obtient le prix Viareggio en 1950 pour Le terre del sacramento (Les Terres du Saint-Sacrement).

## Œuvres traduites en français
- Les Terres du Saint-Sacrement [« Le terre del sacramento »], trad. de Jean et Line Allary, Paris, Éditions Hachette, coll. « Les meilleurs romans étrangers », 1953, 304 p. (BNF 32292392)
- Signora Ava [« Signora Ava »], trad. de Soula Aghion, Paris, Éditions Fayard, 1992, 310 p.  (ISBN 2-213-02947-4)
- La Maison des trois veuves [« L'impero in provincia »], trad. de Soula Aghion, Paris, Éditions Fayard, 1994, 202 p.  (ISBN 2-213-59269-1)